# David Becker
Pour les articles homonymes, voir Becker.
David Becker (né le 20 octobre 1961 à Cincinnati dans l'Ohio aux États-Unis) est un guitariste américain de jazz, compositeur et producteur. Il a été nommé aux Grammy Awards et a enregistré une vingtaine d’albums.

## Biographie
David Becker naît le 20 octobre 1961 à Cincinnati dans l'Ohio aux États-Unis.
Il commence la musique avec la batterie, puis la trompette à 12 ans, avant de passer à la guitare à l'âge de 15 ans. Il joue dans l'orchestre de son lycée et fait ses premiers concerts adolescent. Il obtient un diplôme du Guitar Institute of Technology en 1980. Il fonde le Dave Becker Tribune, un trio avec son frère à la batterie et un bassiste. Le groupe se produit aux États-Unis et en Europe et enregistre deux albums chez MCA puis Blue Moon Records.
En 1992, Dave Becker et son frère s'installent en Europe. Ils enregistrent plusieurs albums dans les années 2000 et effectuent de nombreuses tournées.
Sa famille est originaire des Pays-Bas et ses grands-parents maternels émigrent en 1921 dans la colonie néerlandaise de Batavia, dans les Indes néerlandaises (aujourd'hui l'Indonésie). Pendant la Seconde Guerre mondiale, sa famille est internée dans des camps par l'armée japonaise. Peu après son retour aux Pays-Bas, sa grand-mère émigre aux États-Unis. Cette histoire familiale est l'inspiration pour son album Batavia de 2010.
Son style est inspiré par Joe Diorio et Pat Martino. S'inscrivant dans le jazz contemporain, il a été comparé à Pat Metheny ou Larry Carlton.

## Discographie
- 1986 : Long Peter Madsen (MCA)
- 1988 : Siberian Express (MCA)
- 1990 : Third Time Around (Blue Moon Records)
- 1991 : In Motion (Blue Moon)
- 1995 : Nevsky Prospekt (Pinorrekk Records)
- 2001 : Germerica (Silverline)[4]
- 2004 : Where's Henning? (Acoustic Music)
- 2005 : Euroland (Cool Springs)
- 2005 : The Color of Sound (Acoustic Music)
- 2007 : Leaving Argentina  (Acoustic Music)
- 2010 : Batavia  (Acoustic Music)[3]
- 2013 : Distance Traveled (Acoustic Music)
- 2015 : The Lonely Road (Acoustic Music)
- 2015 : Message to Attila (Enja Records)